# Swaran (Ossian)
Swaran von Lochlin ist im Ossian des schottischen Dichters James Macpherson Sohn und Nachfolger des Königs Starno von Lochlin (Skandinavien, altirisch Lochlann). Seine Schwester ist Agandecca, die Jugendliebe des schottischen Königs Fingal.
Im Epos Fingal fällt Swaran mit einem großen Heer in Irland ein und schlägt den Feldherrn Cuthullin des irischen Königs Cormac.
Wie sich auf Felsen das Meer mit tausend Wogen heranwälzt, also wälzt sich die Macht von Swaran auf Erin; wie Felsen tausend Wogen des Meers entgegen sich pflanzen, so pflanzt sich Erin der Macht von Swaran entgegen. (Ossian: Fingal)
Erst als Fingal, der Verbündete Cormacs, mit seinen Truppen eingreift, gelingt es, Swaran zu schlagen und gefangen zu nehmen. Fingal erinnert ihn an den Opfertod Agandeccas und kann so Swaran zum Friedensschluss und zur Rückkehr nach Skandinavien überreden.
Swaran ist eine Figur Macphersons und hat keine Entsprechung in der mittelalterlichen Epik.